# Anníta Dimitríou
Anníta Dimitríou (en grec: Αννίτα Δημητρίου), née le 18 octobre 1985 à Troúlli (district de Larnaca), est une femme politique chypriote, présidente de la Chambre des représentants de Chypre depuis juin 2021. Elle est la première femme et la plus jeune personne à occuper ce poste.

## Biographie

### Jeunesse et éducation
Anníta Dimitríou naît le 18 octobre 1985 dans le village de Troúlli, dans le district de Larnaca. Elle obtient un diplôme en sciences sociales et politiques à l'Université de Chypre en 2007, et une maîtrise en relations internationales et études européennes à l'Université du Kent,,.

### Carrière
Anníta Dimitríou travaille à l'Université de Chypre en tant que responsable des relations publiques et maître de conférences en relations internationales.
Elle est membre du parti conservateur Rassemblement démocratique (DISY). De 2012 à 2016, elle est membre du Conseil Communautaire de Troúlli, et est la première femme à faire partie du conseil. Elle se présente pour la première fois aux élections législatives en 2016, mais est retirée de la liste des candidats potentiels. Le porte-parole du parti, Prodromos Prodromou, déclare alors que participer à une élection n'est "pas un concours de beauté",. Elle est réinvestie après la pression des membres du parti, et est élue au parlement en tant que représentante du district de Larnaca en 2016, puis de nouveau en 2021.
Anníta Dimitríou est vice-présidente de la commission parlementaire sur l'égalité des chances entre hommes et femmes et de la commission parlementaire sur l'éducation et la culture. En 2018, elle est porte-parole de Níkos Anastasiádis lors de sa campagne présidentielle. Elle est vice-présidente du parti DISY depuis février 2020. En avril 2018, elle est sélectionnée par le gouvernement français pour participer à la Conférence des Nations unies sur le changement climatique de 2018, et en mars 2020, elle est observatrice pour les primaires aux États-Unis. En juillet 2020, elle travaille avec le député de l'AKEL, Skevi Koukouma, pour promulguer une législation criminalisant le sexisme et la discrimination à l'égard des femmes.
À la suite des élections législatives de 2021, elle est élue présidente de la Chambre des représentants le 10 juin 2021 au second tour du scrutin parmi sept candidats, dont Ándros Kyprianoú, favori et chef du parti de gauche AKEL, avec le soutien du Front démocratique centriste et du parti d'extrême droite ELAM. Elle est la première et la seule femme candidate, et est de ce fait la première femme, ainsi que la plus jeune, à être élue à ce poste. Il n'y a que huit femmes au parlement, Annita Anastasiades déclare que son élection envoie "un message fort ... à toutes les femmes de Chypre, à tous les citoyens de Chypre, que les femmes peuvent et doivent lutter pour de tels postes parce qu'elles les méritent". Elle est également la première personnalité politique de la DISY à occuper ce poste, généralement occupé par un membre de l'un des nombreux partis d'opposition.

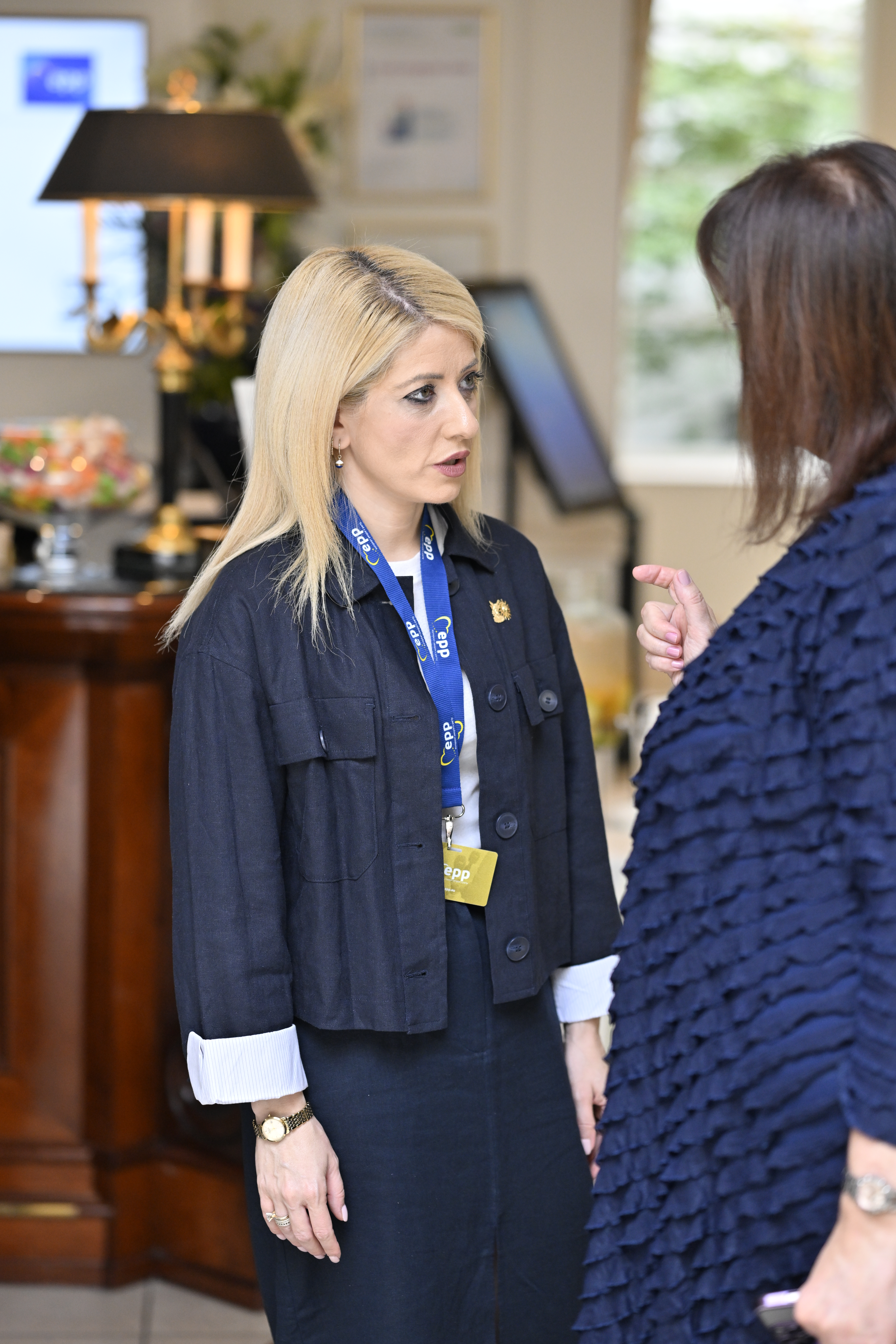
Annita Demetriou, lors du sommet du Parti populaire européen, Bruxelles, 17 juin 2024.

Étant donné que le poste de vice-président de Chypre reste vacant en raison de divisions ethniques, le président de la Chambre des représentants est le deuxième dans la hiérarchie politique du pays et exerce traditionnellement les fonctions de président par intérim lorsque le président est à l'étranger ou est indisponible. Au cours de sa première semaine dans le rôle, Anníta Dimitríou réduit le nombre de ses gardes du corps personnels à 5, contre 8 pour son prédécesseur Adamos Adamou et 15 pour Dimítris Sylloúris.

### Vie privée
Anníta Dimitríou est mariée à Andréas Kypriánou depuis 2013,.